# Mavericks (Surfspot)

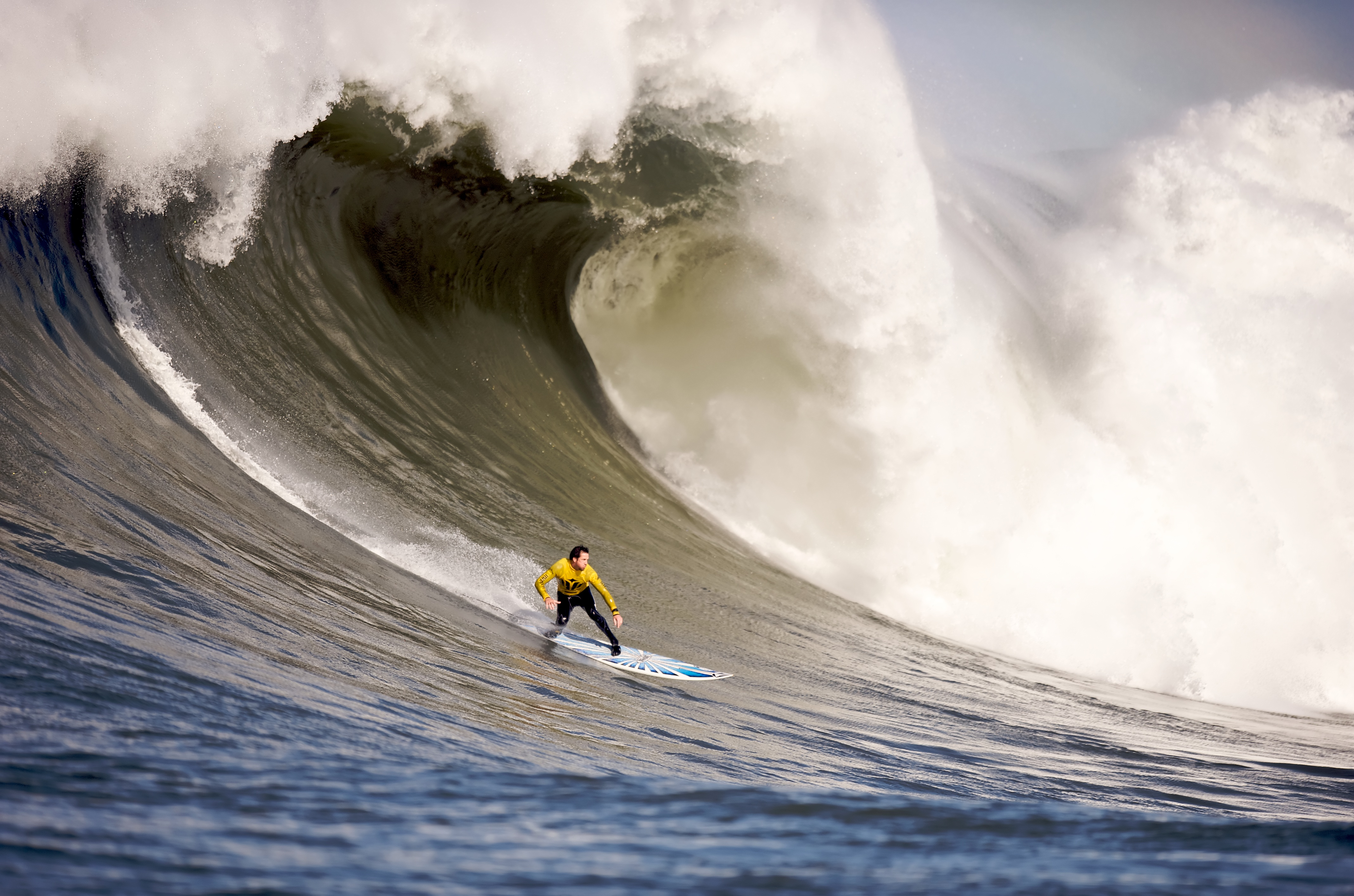
"Big Wave"-Bedingungen bei Mavericks

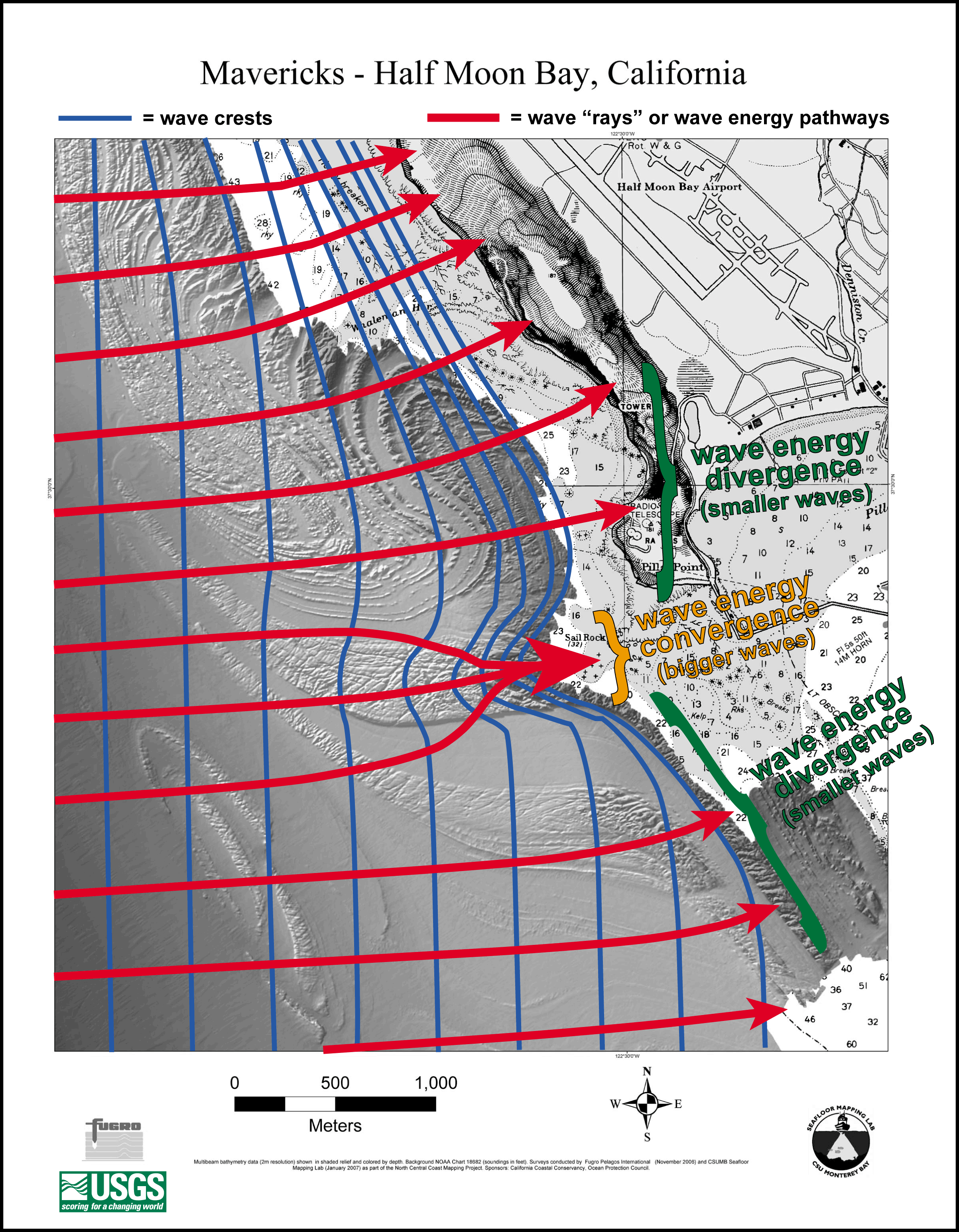
Verlauf der Wellenbildung bei Mavericks

Mavericks ist der Name eines Surfspots an der kalifornischen Küste.

## Lage
Mavericks liegt etwa 30 bis 35 Kilometer südlich von San Francisco an der amerikanischen Westküste in San Mateo County am Nordende der Half Moon Bay.
Der Surfspot liegt im von der National Oceanic and Atmospheric Administration (NOAA) ausgewiesenen Meeresschutzgebiet Monterey Bay National Marine Sanctuary (MBNMS), einem von 14 National Marine Sanctuaries. Es bildet dort seit März 2009 eine Spezielle Regulierungszone (MPWC-Zone 5), innerhalb der die Nutzung von Jet-Skis (englisch Motorized Personal Water Craft, MPWC) ausnahmsweise zu Rettungszwecken bei Herausgabe einer high surf warning (‚Warnung vor hoher Brandung‘) durch den National Weather Service in der Winterzeit von Dezember bis Februar erlaubt ist.

## Name
Als im Jahre 1961 erstmals drei Surfer an dieser Stelle zum Wellenreiten kamen, hatten sie einen deutschen Schäferhund mit dem Namen Maverick dabei. Nachdem die Welle bis dahin noch keinen Namen hatte, beschlossen die Surfer sie nach dem Hund zu benennen. Von daher war die ursprüngliche Schreibweise Maverick’s Point. Die gebräuchlichere Variante ist mittlerweile jedoch einfach nur Mavericks, ohne Apostroph.

## Wellen
Aufgrund der besonderen Form des Meeresbodens brechen die Wellen hier besonders hoch. Nach starken Winterstürmen erreichen die Brecher hier regelmäßig Höhen von 7,5 Metern und Spitzenwerte von 25 Metern (sogenannte Monsterwellen). Mavericks gilt daher als sogenannter Big-Wave-Spot.

## Unfälle
Mindestens seit 1994 kam es des Öfteren zu Unfällen, und in mindestens zwei Fällen kamen dabei auch Surfer ums Leben. So ertrank der Surfer Mark Foo am 23. Dezember 1994 in einer über fünf Meter hohen Welle. Bei einem Surfwettbewerb 2010 wurde eine Gruppe von Zuschauern von einer Welle erfasst und in die Klippen gespült, mehrere von ihnen wurden dabei verletzt. Am 18. März 2011 kam es zu einem weiteren Unfall, bei dem der Profi-Bigwave-Surfer Sion Milosky ertrank.
Auch Weiße Haie kommen hier vor. Es gab bereits Unfälle, bei denen Surfer von diesen attackiert wurden.

## Trivia
Die am 10. Juni 2013 erstmals vorgestellte Version 10.9 des Betriebssystems macOS von Apple wurde nach dem Surfspot als OS X Mavericks benannt.
Das Leben des Surfers Jay Moriarity (1978–2001), der durch das Surfen in Mavericks bekannt wurde, wurde im biografischen Spielfilm Mavericks – Lebe deinen Traum aus dem Jahr 2012 von Curtis Hanson und Michael Apted verarbeitet.